# Bernadette Schoog

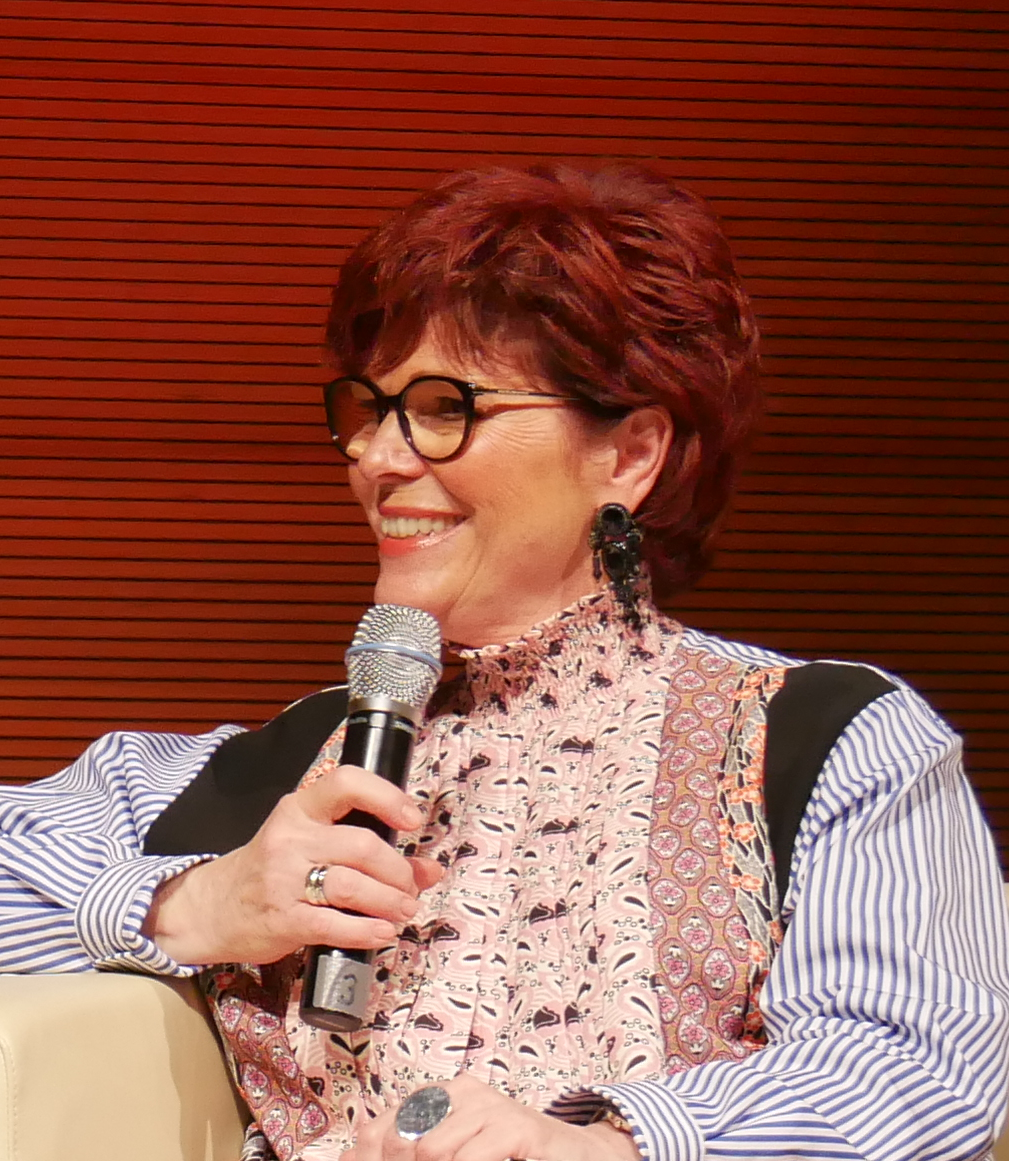
Bernadette Schoog als Gastgeberin bei der Gesprächsreihe Schoog im Dialog in Tübingen im September 2021

Bernadette Schoog (* 1958 in Kevelaer) ist eine deutsche Moderatorin und Autorin.

## Werdegang
Von 1977 bis 1983 studierte Bernadette Schoog Kommunikationswissenschaften/Erwachsenenbildung (Dipl.-Päd.) sowie Literaturwissenschaften/Mediävistik an den Universitäten Aachen und Freiburg.
Ab 1983 bis 1986 war sie als Dramaturgin und Referentin für Öffentlichkeitsarbeit an den Theatern in Bochum, München und am Stadttheater Basel tätig. Von 1988 bis 1995 arbeitete Schoog als Redakteurin/Reporterin für Kultur und Landespolitik beim SWF Freiburg und war zudem Moderatorin des Radio-Frühmagazins SWF 1.
Ab 1995 war Bernadette Schoog als Fernseh-Moderatorin von Live-Sendungen in der ARD und im SWR zu sehen. Dazu gehörten die Sendeformate ARD-Sonntagsmagazin-Kultur, Nachrichtenmagazin des SWR sowie Landesschau BW.
Von Januar 2001 bis Juli 2010 war sie Moderatorin der Fernsehsendung ARD Buffet.
Schoog war viele Jahre Mitglied im Rateteam der SWR-Ratesendung Ich trage einen großen Namen.
Seit 2008 hat Schoog eine eigene Gesprächsreihe vor Publikum Schoog im Dialog mit Gästen aus Kultur, Wirtschaft, Politik und Unterhaltung in Tübingen. Seit 2015 gibt es parallel dazu eine weitere Gesprächsreihe im Unternehmen Würth unter dem Titel Treffpunkt Forum – Bernadette Schoog im Gespräch mit ...
Seit ihrem Ausstieg beim ARD Buffet ist Schoog selbständig tätig und gibt unter anderem ihr Wissen als Dozentin am Institut für allgemeine Rhetorik an der Eberhard Karls Universität Tübingen und an der Hochschule Heilbronn weiter.
Sie coacht Führungskräfte in ihrer Selbstpräsentation, verfasst Texte für Kunstausstellungen und ist als Autorin tätig. 2015 erschien ihre Kunstbiographie über den Unternehmer und Kunstsammler Reinhold Würth, 2017 über Magdalena M. Moeller und das Brücke-Museum Berlin, 2019 über Frieder Burda, 2020 eine Biographie über den Designer Peter Schmidt. Im März 2022 erschien ihr erster Roman mit dem Titel 'Marie kommt heim'.
Schoog ist Mitglied im PEN-Zentrum Deutschland.

## Privatleben
Schoog ist verheiratet und hat zwei Kinder (geboren 1986 und 1989). Sie lebt in Berlin.

## Publikationen (Auswahl)
- Der Mensch lebt nicht vom Brot allein, Der Unternehmer Reinhold Würth und die Kunst, Swiridoff 2015, ISBN 978-3-89929-302-9
- Kirchner, Nolde und die anderen - Magdalena M. Moeller und das Brücke-Museum Berlin, Verlag Klinkhardt und Biermann 2017, ISBN 978-3-943616-44-6
- Von Mougins nach Baden-Baden - Frieder Burda und die Kunst, Hatje Cantz Verlag 2019, ISBN 978-3-7757-4560-4
- Der Designer Peter Schmidt; eine Biografie, Berlin: Berg & Feierabend 2020, ISBN 978-3-948272-05-0
- Marie kommt heim, Roman, Stuttgart: Kröner Verlag 2022, Edition Klöpfer, ISBN 978-3-520-76301-3